# سنكريد (كورنوال)
سنكريد (بالإنجليزية: Sancreed)‏ هي قرية و أبرشية مدنية تقع في المملكة المتحدة في إنجلترا. يقدر عدد سكانها بـ 625 نسمة .